# ییل بایینگز
ییل بایینگز (انگلیسی: Jill Baijings؛ زادهٔ ۲۳ فوریهٔ ۲۰۰۱) بازیکن فوتبال اهل پادشاهی هلند است که به صورت قرضی از باشگاه فوتبال زنان بایرن مونیخ برای باشگاه فوتبال زنان استون ویلا بازی می‌کند. استون ویلا در حال حاضر، در لیگ برتر فوتبال انگلستان، بالاترین سطح این لیگ در فعالیت است.
از باشگاه‌هایی که در آن بازی کرده است می‌توان به باشگاه فوتبال زنان بایر ۰۴ لورکوزن، باشگاه فوتبال زنان بایرن مونیخ و باشگاه فوتبال اس‌جی‌اس اسن اشاره کرد.
وی همچنین در تیم‌های ملی فوتبال زیر ۱۵ سال، زیر ۱۶ سال، زیر ۱۷ سال، زیر ۱۹ سال و زنان هلند بازی کرده است.

## دوران باشگاهی

### جوانان
ییل بایینگز در دوران نوجوانی و جوانی برای باشگاه فوتبال ترهیدن و میدسه بویز، در رده‌های نیمه‌حرفه‌ای بازی کرد.

### هیرنفین
ییل بایینگز در ۲۳ اوت ۲۰۱۹ در برابر باشگاه فوتبال زنان پی‌اس‌وی آیندهوون اولین بازی خود را در لیگ برای باشگاه فوتبال زنان هیرنفین انجام داد. او ۱۲ بازی برای باشگاه فوتبال زنان هیرنفین انجام داد اما موفق به گلزنی برای این باشگاه نشد.

### اس‌جی‌اس اسن
ییل بایینگز در ۸ ژوئن ۲۰۲۰ به باشگاه فوتبال زنان جی‌اس اسن ملحق شد. او در ۴ سپتامبر ۲۰۲۰ اولین بازی خود را در لیگ در برابر باشگاه فوتبال زنان ولفسبورگ انجام داد. او اولین گل خود را در لیگ در ۲۷ سپتامبر ۲۰۲۰ در برابر باشگاه فوتبال زنان وردربرمن به ثمر رساند که در دقیقه ۴ بازی بود.

### بایر لورکوزن
در ۱ ژوئیه ۲۰۲۲، بایینگز با باشگاه فوتبال زنان بایر ۰۴ لورکوزن قراردادی دو ساله امضا کرد. او در اولین بازی خود در لیگ در ۱۸ سپتامبر ۲۰۲۲ در دقیقه ۲۳ در برابر باشگاه فوتبال ام‌اس‌وی دویسبورگ گلزنی کرد.

### بایرن مونیخ
در ۵ ژوئیه ۲۰۲۳، بایینگز قراردادی سه ساله با باشگاه فوتبال زنان بایرن مونیخ امضا کرد. او در ۱۵ سپتامبر سال ۲۰۲۳ در برابر فرایبورگ اولین بازی خود را در لیگ انجام داد. او اولین گل خود را برای این باشگاه در ورزشگاه خانگی، در برابر باشگاه فوتبال زنان کیکرز اوفن‌باخ در ۱۴ فوریه ۲۰۲۴ به ثمر رساند که در دقیقه ۷۸ بود.

#### استون ویلا (قرضی)
در ۵ ژوئیه ۲۰۲۴، بایینگز به باشگاه استون ویلا از لیگ برتر فوتبال زنان انگلستان پیوست که قراردادش تا ژوئن ۲۰۲۵ معتبر بود. او در نیمه اول فصل ۲۰۲۴–۲۵ بیشتر اوقات مصدوم بود.
به عنوان بازیکن تعویضی در نیمه دوم، او در ۱۲ ژانویه ۲۰۲۵ در جام حذفی زنان در دور چهارم در برابر باشگاه فوتبال زنان بریستول روورز که در آن بازی ۹–۰ پیروز شدند، اولین بازی خود را انجام داد و آخرین گل مسابقه را به ثمر رساند.

## دوران ملی
بایینگز بازیکن پیشین رده‌های سنی پایه و جوانان تیم ملی جوانان فوتبال زنان هلند است. او عضو تیم زیر ۱۹ سالی بود که به نیمه‌نهایی مسابقات قهرمانی تیم زیر ۱۹ سال اروپا رسید. او در ۲۲ اکتبر ۲۰۲۱ در جشن پیروزی ۸–۰ مرحله انتخابی جام جهانی در برابر تیم ملی فوتبال زنان قبرس اولین بازی خود را برای تیم ملی فوتبال بزرگسالان انجام داد.
در ۳۱ مه ۲۰۲۳، او به عنوان بخشی از تیم ملی موقت هلند برای جام جهانی فوتبال زنان ۲۰۲۳ معرفی شد.